# Three Cheers for Sweet Revenge
Three Cheers for Sweet Revenge är My Chemical Romance andra album släppt 2004. Det var MCR:s första skiva med skivbolaget Reprise Records, efter att debutalbumet I Brought You My Bullets, You Brought Me Your Love givits ut på Eyeball Records.

## Låtlista
1. "Helena" - 3:22
2. "Give 'Em Hell, Kid" - 2:18
3. "To the End" - 3:01
4. "You Know What They Do to Guys Like Us in Prison" - 2:53
5. "I'm Not Okay (I Promise)" - 3:08
6. "The Ghost of You" - 3:23
7. "The Jetset Life Is Gonna Kill You" - 3:37
8. "Interlude" - 0:57
9. "Thank You for the Venom" - 3:41
10. "Hang 'Em High" - 2:47
11. "It's Not a Fashion Statement, It's a Fucking Deathwish" - 3:30
12. "Cemetery Drive" - 3:08
13. "I Never Told You What I Do for a Living" - 3:51